# Hryŭda
Hryŭda (vitryska: Грыўда) är ett vattendrag i Belarus.   Det ligger i voblasten Brests voblast, i den västra delen av landet, 180 km sydväst om huvudstaden Minsk.
I omgivningarna runt Hryŭda växer i huvudsak blandskog. Runt Hryŭda är det ganska glesbefolkat, med 23 invånare per kvadratkilometer.